# Майорга Ривас, Роман
Роман Майорга Ривас (исп. Román Mayorga Rivas, 1862, Леон, Никарагуа — 1925, Сан-Сальвадор, Сальвадор) — сальвадорский и никарагуанский поэт, переводчик, журналист, дипломат. Член Сальвадорской академии языка (с 1915).
Считается основателем современной журналистики в Сальвадоре.

## Биография
Родился в семье политика. Внук временного президента Никарагуа Патрисио Риваса. Друг детства Рубена Дарио и Хосе Марти. В 1874 году переехал в Сан-Сальвадор.
В 1876 году в 14-летнем возрасте основал газету «El Cometa», за которой последовали «Diario del Cometa» (1878) и «El estudiante». В конце 1879 года он вернулся в Никарагуа, где участвовал в интеллектуальной жизни родного города. В 1884—1886 годах издал трехтомное антологию «Guirnalda Salvadoreña», в которой были собраны биографические данные и произведения сальвадорских поэтов. Тогда же основал в г. Гранаде (Никарагуа) газету «El independiente».
Вернувшись в Сальвадор, стал основателем газеты «Diario del Salvador» (1895—1932), одну из важнейших газет Центральной Америки и самую современную в то время.
Занимаясь журналистикой Р. Майорга Ривас сотрудничал со многими известными писателями, среди которых были Франсиско Гавидия, Давид Гусман, Порфирио Барба Якоб и Хосе Мария Пералта Лагос.
В области литературы Майорга Ривас считается представителем второй волны романтизма в Сальвадоре, а также видным пропагандистом модернизма.
Занимался также переводами с английского, итальянского, португальского и французского языков.
В 1915 году опубликовал сборник стихов «Viejo y nuevo».
Дипломат. Занимал должность секретаря посольства Никарагуа в Вашингтоне, был заместителем министра иностранных дел и общественного образования Никарагуа, представителем Сальвадора на Панамериканской конференции в Рио-де-Жанейро.